# جيري نولان
جيري نولان (بالإنجليزية: Jerry Nolan)‏ هو موسيقي أمريكي، ولد في 7 مايو 1946 في نيويورك في الولايات المتحدة، وتوفي بنفس المكان في 14 يناير 1992 بسبب سكتة.

## وصلات خارجية
- جيري نولان على موقع الموسوعة البريطانية (الإنجليزية)
- جيري نولان على موقع ميوزك برينز (الإنجليزية)
- جيري نولان على موقع ديسكوغز (الإنجليزية)